# Jorge Arreola
Jorge Arreola Vizarro (La Vega, Jalisco; 17 de octubre de 1972), más conocido como El remy Arreola, es un futbolista mexicano retirado que jugaba en la posición de delantero. Jugó para el Club Deportivo Guadalajara, Tiburones Rojos de Veracruz, Toros Neza y Zacatepec.
Debutó en la temporada 1992-93 con el Guadalajara, el 23 de julio de 1992 contra Morelia, permaneció en el equipo rojiblanco hasta el torneo Verano 97, donde después de haber quedado campeón jugando 8 encuentros de esa temporada, es cedido al Veracruz, equipo con el que le tocaría sufrir el descenso en 1998. En 1999 pasa a formar parte del Toros Neza quien también desciende en el Invierno 1999, por lo que regresa a Guadalajara donde estuvo hasta el 2001, para finalmente pasar al Zacatepec donde se retiraría en 2002.